# 拉德米
拉德米（法語：La Demie，法語發音：[la dəmi]）是法国上索恩省的一个市镇，属于沃苏勒区。

## 地理
拉德米（47°35'8"N, 6°10'32"E）面积6.26 平方千米，位于法国勃艮第-弗朗什-孔泰大區上索恩省，该省份为法国东部内陆省份，北起顺时针与孚日省、贝尔福地区省、杜省、汝拉省、科多尔省和上马恩省接壤。
与拉德米接壤的市镇（或旧市镇、城区）包括：纳韦讷、埃什诺拉梅利讷、讷雷莱拉德米、坎塞、瓦勒鲁瓦洛里奥。

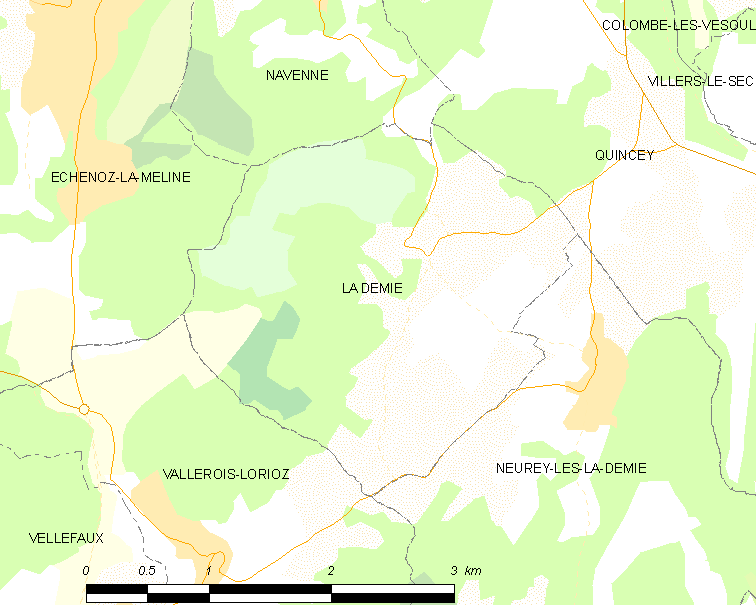
拉德米的OSM定位图

拉德米的时区为UTC+01:00、UTC+02:00（夏令时）。

## 行政
拉德米的邮政编码为70000，INSEE市镇编码为70203。

## 政治
拉德米所属的省级选区为维莱塞克塞勒县。

## 人口

1962-2008年间拉德米人口变化图示

拉德米于2022年1月1日时的人口数量为160人。